# Uvalde County
Uvalde County är ett county i södra delen av delstaten Texas med 26 405 invånare. Den administrativa huvudorten (county seat) är  Uvalde. Countyt har fått sitt namn efter Juan de Ugalde som var spansk guvernör i den mexikanska delstaten Coahuila som angränsar till Texas.

## Geografi
Enligt United States Census Bureau så har countyt en total area på 4 037 km². 4 031 av den arean är land och 5 km² är vatten.  

### Angränsande countyn
- Real County - norr
- Bandera County - nordost
- Medina County - öster
- Zavala County - söder
- Kinney County - väster
- Maverick County - sydost
- Edwards County - nordväst